# Educaedu
Educaedu es una compañía especializada en la búsqueda de formación académica y empleo a través de la red de portales que la integran. Es líder en orientación académica y generación de leads de estudiantes que buscan prepararse en algún programa formativo concreto, tiene presencia en 20 países.
En el ámbito formativo, las plataformas online del grupo superan los 150.000 cursos en diferentes áreas, esta oferta educativa la componen más de 5000 centros de formación y están distribuidos en distintos países.
Por otro lado, el tráfico de las distintas páginas registran una cifra mayor a 120 millones de visitas anuales, En el año 2021, Educaedu ayudó a que más de 4.000.000 de usuarios pudiesen establecer contacto con el centro de formación que deseaban y se estima que más de 1.000.000 alumnos acabaron matriculándose en un centro de formación También es importante mencionar que en el portal del grupo de búsqueda y gestión del talento, Infoempleo, hay registrados 6 millones de CVs.
La empresa tiene un staff de 180 empleados distribuidos en sus oficinas de Bilbao, Madrid, Barcelona, Santiago de Chile, Buenos Aires, Ciudad de México, São Paulo y Bogotá.

## Historia
El grupo Educaedu fue fundado en el año 2001 en España, por Fernando Bacaicoa y Mikel Castaños. Sus creadores buscaban dar solución a una necesidad en el sector educativo ante la falta de oferta centralizada. Posteriormente para el año 2008, Educaedu se expande a nivel internacional convirtiéndose en marca global.
Más adelante en 2010, el Fondo de inversión estadounidense Great Hill Partners entra a formar parte de su capital consolidando el posicionamiento de la compañía en el mundo.
Durante los últimos años como parte de su estrategia multimarca, el Grupo Educaedu adquiere nuevos sitios web en el área educativa y amplía su modelo de negocio al adquirir un portal especializado en la búsqueda de empleo, Infoempleo.es
En enero de 2022 el Private Equity español, Miura Partners, cerró un acuerdo con Great Hill Partners y el equipo directivo para adquirir la  compañía.
Miura apoyará al equipo directivo formado por Fernando Bacaicoa y Mikel Castaños para seguir impulsando su crecimiento internacional y potenciar sus capacidades digitales.

## Servicios del Grupo Educaedu
Búsqueda de Empleo
Los candidatos encuentran empleo gracias a los más de 80.000 anuncios laborales publicados por empresas que se encuentran ubicadas en distintos continentes. Acceden a informes y publicaciones sobre el mercado laboral y el ámbito educativo.
Formación académica
Educaedu ayuda a los centros educativos a captar potenciales alumnos y acercarlos a su público objetivo posicionando sus marcas en los portales de su dominio. Ofrece contenidos, herramientas y servicios de acceso libre a los usuarios con el objetivo de orientar a los estudiantes en la elección de formación más adecuada de acuerdo con su búsqueda.
Los potenciales estudiantes encuentran en una sola plataforma diversas alternativas de estudio, acordes a sus intereses, presupuestos y disponibilidad de tiempo además de la oportunidad de entrar en contacto directo con más de una institución, obtener información y recibir noticias relacionadas con sus preferencias académicas.
Lo que la diferencia con respecto a otros portales similares es su concepto de globalización.

## Reseñas en los medios
- CNN
- El Colombiano
- La Nación Archivado el 24 de julio de 2010 en Wayback Machine.
- La Tercera Archivado el 11 de noviembre de 2011 en Wayback Machine.
- Diario Los Andes Archivado el 28 de julio de 2011 en Wayback Machine.
- Expansión & Empleo
- Correio Braziliense
- UOL
- Yahoo Noticias (enlace roto disponible en Internet Archive; véase el historial, la primera versión y la última).
- Universia México
- Universia Perú
- RedUsers
- Vida Universitaria
- Free Technology for Teachers